# Thorsby (Alabama)
Thorsby é uma cidade  localizada no estado americano de Alabama, no Condado de Chilton.

## Demografia
Segundo o censo americano de 2000, a sua população era de 1820 habitantes.
Em 2006, foi estimada uma população de 2004, um aumento de 184 (10.1%).

## Geografia
De acordo com o United States Census Bureau, a localidade tem uma área de 13,4 km², dos quais 13,3 km² cobertos por terra e 0,1 km² cobertos por água.

## Localidades na vizinhança
O diagrama seguinte representa as localidades num raio de 32 km ao redor de Thorsby.